# Dzsinszt járás
Dzsinszt járás (mongol nyelven: Жинст сум) Mongólia Bajanhongor tartományának egyik járása. Területe 5300 km². Népessége kb. 2800 fő.
Székhelye Bodi (Бодь), mely 90 km-re délre fekszik Bajanhongor tartományi székhelytől.